# Natalia Sánchez
Natalia Sánchez Molina est une actrice et chanteuse espagnole, née le 27 mars 1990 à Madrid. Elle s'est fait connaître grâce à son rôle de Maria Teresa alias "Teté" (prononcer Tété en espagnol) dans la série La Famille Serrano.
À la suite de cette série, elle a tourné dans Compañeros, Periodistas. On a pu la voir aussi dans des campagnes de prévention contre le tabac en 2004.
Natalia chante aussi dans un groupe, SJK (Santa Justa Klan), formé de Víctor Elías, Adrian Rodriguez et Andres de la Cruz, tous acteurs dans la série La famille Serrano.
En 2008, il a été révélé dans le magazine Juntos en Madrid en Espagne que Natalia Sánchez (Reza) et Victor Elias (Guillé) sortaient ensemble (tous 2 acteurs de Los Serrano) 